# 낙천주의

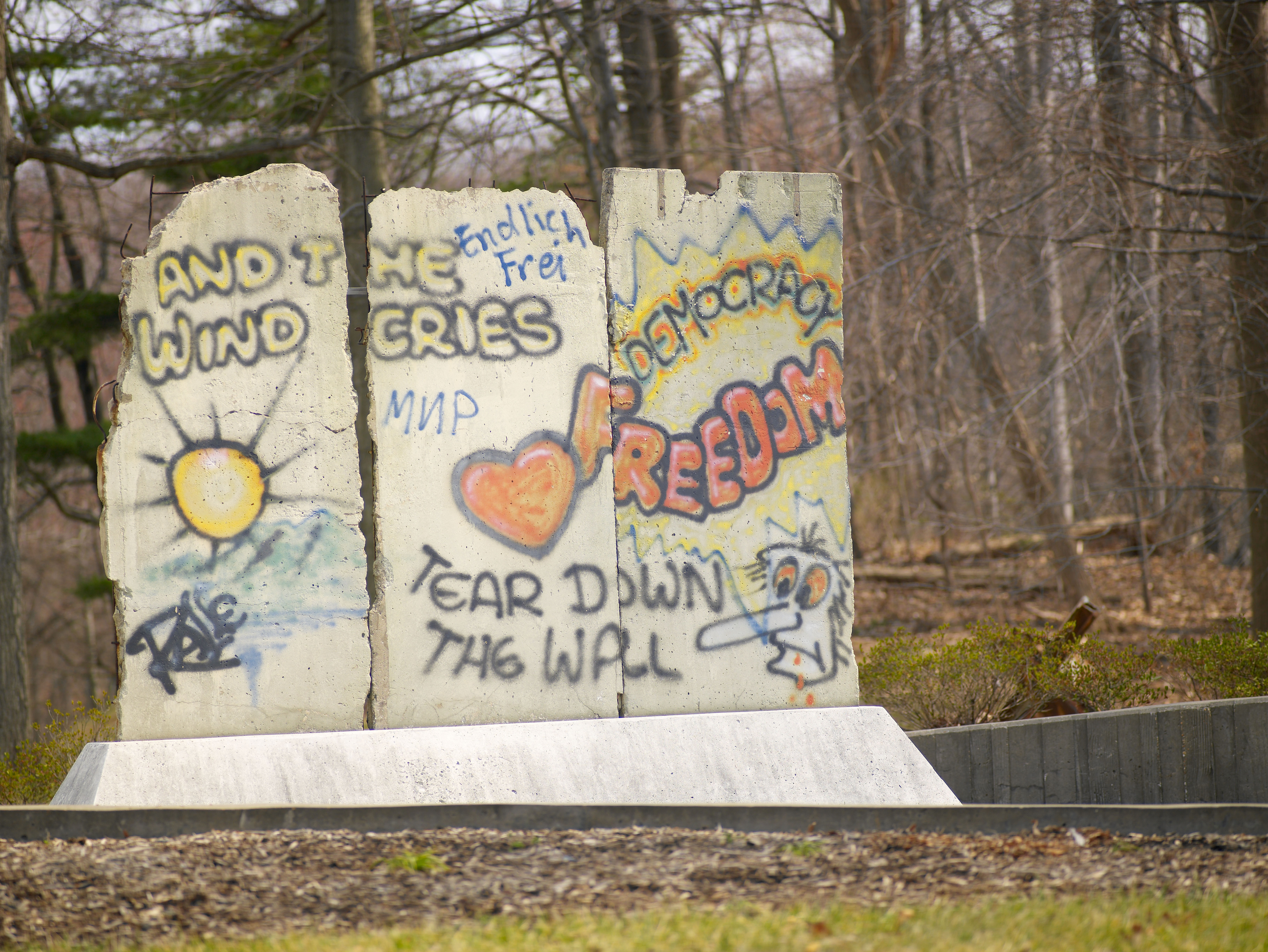

낙천주의(樂天主義, 문화어: )는 낙관주의(樂觀主義, 문화어: 락관주의) 또는 옵티미즘(영어: optimism)이라고도 하며, 염세주의와는 반대로, 세계는 최종적으로 선을 향해 나아가기 때문에 세상을 희망적으로 밝게 보아야 한다는 생각이나 태도 또는 세계관이다.
이 입장을 철학적으로 이론화(理論化)하여 세계는 신의 최선의 계획에 바탕을 둔 작품이기 때문에 악일 수가 없다(라이프니츠)든가, 세계는 절대 정신의 바로 자기 실현 그 자체이므로 궁극적으로는 선이다(헤겔)고 하는 설이다.

## 내용
낙관주의는 특정 노력의 결과 또는 일반적인 결과가 긍정적이고 호의적이며 바람직할 것이라는 믿음이나 희망을 반영하는 태도이다. 낙관주의와 비관주의를 설명하는 데 사용되는 일반적인 관용어는 물이 중간 지점까지 채워진 유리잔이다. 낙관주의자는 유리잔이 반쯤 차 있는 것으로 보는 반면, 비관주의자는 유리잔이 반쯤 비어 있다고 본다.
이 용어는 "최고"를 의미하는 라틴어 최적에서 파생된다. 낙관적이라는 것은 일반적인 의미에서 주어진 상황에서 가능한 최상의 결과를 기대하는 것이다. 심리학에서는 이를 성향적 낙관주의라고 부른다. 이는 미래의 상황이 가장 좋은 방향으로 진행될 것이라는 믿음을 반영한다. 특성으로서 스트레스에 직면했을 때 회복력을 키워준다.
낙관주의 이론에는 성향 모델과 설명 스타일 모델이 포함된다. 낙천주의를 측정하는 방법은 낙천주의의 원래 성향 정의에 대한 다양한 형태의 생활 지향 테스트와 설명 스타일 측면에서 낙관주의를 테스트하기 위해 고안된 귀인 스타일 설문지와 같은 두 가지 이론적 접근 방식 내에서 개발되었다.
사람들 사이의 낙관주의의 다양성은 어느 정도 유전적이며 생물학적 특성 시스템을 어느 정도 반영한다. 사람의 낙관주의는 가족 환경을 포함한 환경적 요인의 영향을 받으며 학습이 가능할 수도 있다. 낙관주의는 건강과도 연관될 수 있다.

## 같이 보기
- 기분
- 이상 (윤리학)
- 신사고 운동
- 낙관적 편향
- 염세주의
- 철학
- 긍정심리학
- 자기 효능감

## 참고 문헌
- 이 문서에는 다음커뮤니케이션(현 카카오)에서 GFDL 또는 CC-SA 라이선스로 배포한 글로벌 세계대백과사전의 내용을 기초로 작성된 글이 포함되어 있습니다.